# Dan Dierdorf
Daniel Lee „Dan“ Dierdorf (* 29. Juni 1949 in Canton, Ohio) ist ein ehemaliger US-amerikanischer American-Football-Spieler. Er spielte unter anderem als Offensive Tackle in der National Football League (NFL) bei den St. Louis Cardinals und ist heute als Sportmoderator tätig.

## Jugend
Dan Dierdorf wurde als Sohn von Evelyn und John Dierdorf in Canton geboren. Seine Vorfahren stammten aus Deutschland. Er besuchte in seiner Geburtsstadt die High School. Im Alter von 13 Jahren wurde im Beisein von John und Dan Dierdorf in Canton die Pro Football Hall of Fame eröffnet. Die Zeremonie beeindruckte ihn derart, dass er sich entschloss eine Karriere als Profifootballspieler anzustreben. Dierdorf spielte bereits auf der High School American Football. Nach seinem Schulabschluss wurde er von zahlreichen Colleges umworben. Er nahm ein Stipendium der University of Michigan an.

## Spielerlaufbahn

### Collegekarriere
Daniel Dierdorf wurde von der Collegemannschaftf der University of Michigan auf der Position eines Offensive Tackle eingesetzt. Im Jahr 1969 konnte er mit den Michigan Wolverines die Meisterschaft in der Big Ten Conference gewinnen. Den Titelgewinn konnte die Mannschaft 1971 wiederholen. 1970 und 1971 gelang es ihm mit seiner Mannschaft jeweils in den Rose Bowl einziehen. Beide Spiele gingen allerdings verloren. Aufgrund seiner sportlichen Leistungen wurde er 1970 zum All-American gewählt, spielte 1970 in zwei Auswahlspielen und 1971 im College-All-Star-Game. Sein College zeichnete ihn zudem in den Jahren 1968, 1969 und 1970 aus.

### Profikarriere
Die spielerischen Leistungen von Dierdorf überzeugten auch die Scouts der NFL. 1971 wurde er von den St. Louis Cardinals in der zweiten Runde an 43. Stelle gedraftet. In seinem Rookiespieljahr wurde er von den Cardinals zunächst noch auf der Position eines Guards eingesetzt und war für den Schutz von Quarterback Jim Hart verantwortlich. Die nächsten Spieljahre liefen für die Cardinals wenig erfolgreich. Erst im Jahr 1974 konnte das Team aus St. Louis unter der Führung von Head Coach Don Coryell das erste Mal in die Divisional-Play-offs einziehen, wo sie allerdings vorzeitig an den Minnesota Vikings mit 14:30 scheiterten. In der folgenden Spielrunde scheiterten die Cardinals erneut in den Play-offs, diesmal an den Los Angeles Rams mit 23:35. 1982 wechselte Dierdorf auf die Position eines Centers. In den nächsten Jahren gelang es Dierdorf nicht mehr sich mit seiner Mannschaft für die Play-offs zu qualifizieren. Er beendete nach der Saison 1983 seine Laufbahn.

## Laufbahn als Sportmoderator
Dan Dierdorf arbeitete zunächst weiter in der Organisation der Cardinals. 1984 erhielt er einen Vertrag bei CBS und war dort als Analyst an der Fernsehübertragung von Spielen aus der NFL beteiligt. 1987 wechselte er zu ABC und übertrug dort unter anderem zusammen mit Al Michaels, Lynn Swann und Boomer Esiason die Monday-Night-Football-Spiele. In den Jahren 1987, 1988 und 1989 war er für den Emmy nominiert, konnte den Preis aber nicht gewinnen. Zudem war er an der Übertragung von Super Bowl XXI, XXII, XXV und XXIX beteiligt. Nach der NFL-Saison 1998 wechselte er zurück zu CBS und kommentiert fortan Spiele der American Football Conference (AFC). Dierdorf ist zudem der Miteigentümer einer Radiostation und betreibt zusammen mit Jim Hart ein Restaurant in St. Louis. Dierdorf ist zum zweiten Mal verheiratet. Er lebt mit seiner Frau und seinen vier Kindern in St. Louis.

## Ehrungen
Daniel Dierdorf spielte sechsmal im Pro Bowl, dem Saisonabschlussspiel der besten Spieler einer Saison. Er wurde sechsmal zum All-Pro gewählt. Er ist Mitglied in der St. Louis Sports Hall of Fame, in der College Football Hall of Fame, in der Pro Football Hall of Fame, im NFL 1970s All-Decade Team, in der Missouri Sports Hall Of Fame, sowie in der Michigan Sports Hall of Fame und der University of Michigan Hall Of Fame. Die Cardinals ehren ihn auf dem Arizona Cardinals Ring of Honor. Die Stadt St. Louis ehrt ihn auf dem St. Louis Football Ring of Fame und mit einem Stern auf dem St. Louis Walk of Fame. Die Stadt Springfield hat eine Büste von Dierdorf aufgestellt.

## Quelle
- Jens Plassmann: NFL – American Football. Das Spiel, die Stars, die Stories (= Rororo 9445 rororo Sport). Rowohlt, Reinbek bei Hamburg 1995, ISBN 3-499-19445-7.